# Ruth Roland
Pour les articles homonymes, voir Roland (homonymie).
Ne doit pas être confondu avec Jeanne-Marie Ruth-Rolland.
Ruth Roland (née le 26 août 1892 à San Francisco et morte le 22 septembre 1937 à Hollywood) est une actrice américaine de cinéma et productrice de films.
Entre 1909 et 1927, Ruth Roland est apparue dans plus de 200 films, la plupart tournés à l'époque du cinéma muet.

## Biographie
Ruth Roland naît dans une famille dont le père dirige un théâtre. Elle commence  très tôt la comédie et se produit dans diverses salles de spectacles. Elle est  embauchée par le réalisateur Sidney Olcott qui l'a vu sur scène à New York. Elle apparaît dans son premier film pour la société de production cinématographique américaine Kalem Company en 1909, notamment au côté de l'actrice et scénariste Gene Gauntier. À douze ans, Ruth Roland est la plus jeune élève admise au lycée d'Hollywood.
En 1911, elle tourne dans le film muet Arizona Bill.
En 1914, elle quitte la société Kalem pour la société Balboa Films, chez qui elle signe un engagement jusqu'en 1917. Elle joue notamment dans la série d'aventures The Red Circle, tournée en 1915.
En 1929, elle épouse l'acteur Ben Bard qui dirige une école d'acteurs à Hollywood.
En 1930, elle s'oriente vers l'industrie du cinéma. Elle réalise son premier film parlant. Bien qu'elle travaille sa voix pour le cinéma parlant, elle se tourne vers le théâtre, sa première expérience professionnelle. 
Ruth Roland meurt d'un cancer en 1937, âgée de 45 ans, à Hollywood. Elle est enterrée au cimetière Forest Lawn Memorial Park, situé à Glendale en Californie.
Son nom est inscrit sur la célèbre Promenade des célébrités sur Hollywood Boulevard à Hollywood sur une des étoiles du Hollywood Walk of Fame.

## Filmographie partielle
- 1908 : The Scarlet Letter
- 1909 : The Cardboard Baby
- 1910 : Her Indian Mother
- 1911 : He Who Laughs Last
- 1911 : Arizona Bill
- 1912 : Pulque Pete and the Opera Troupe
- 1913 : The Raiders from Double L Ranch
- 1914 : Gertie Gets the Cash
- 1915 : The Pursuit of Pleasure
- 1915 : Le Cercle rouge (The Red Circle)
- 1916 : The Sultana
- 1917 : The Fringe of Society
- 1918 : Cupid Angling
- 1919 : The Adventures of Ruth
- 1920 : Ruth of the Rockies
- 1921 : The Avenging Arrow
- 1922 : White Eagle
- 1922 : The Timber Queen
- 1923 : Haunted Valley
- 1925 : Dollar Down de Tod Browning
- 1927 : The Masked Woman
- 1930 : Reno de George Crone
- 1935 : From Nine to Nine

## Affiches de films

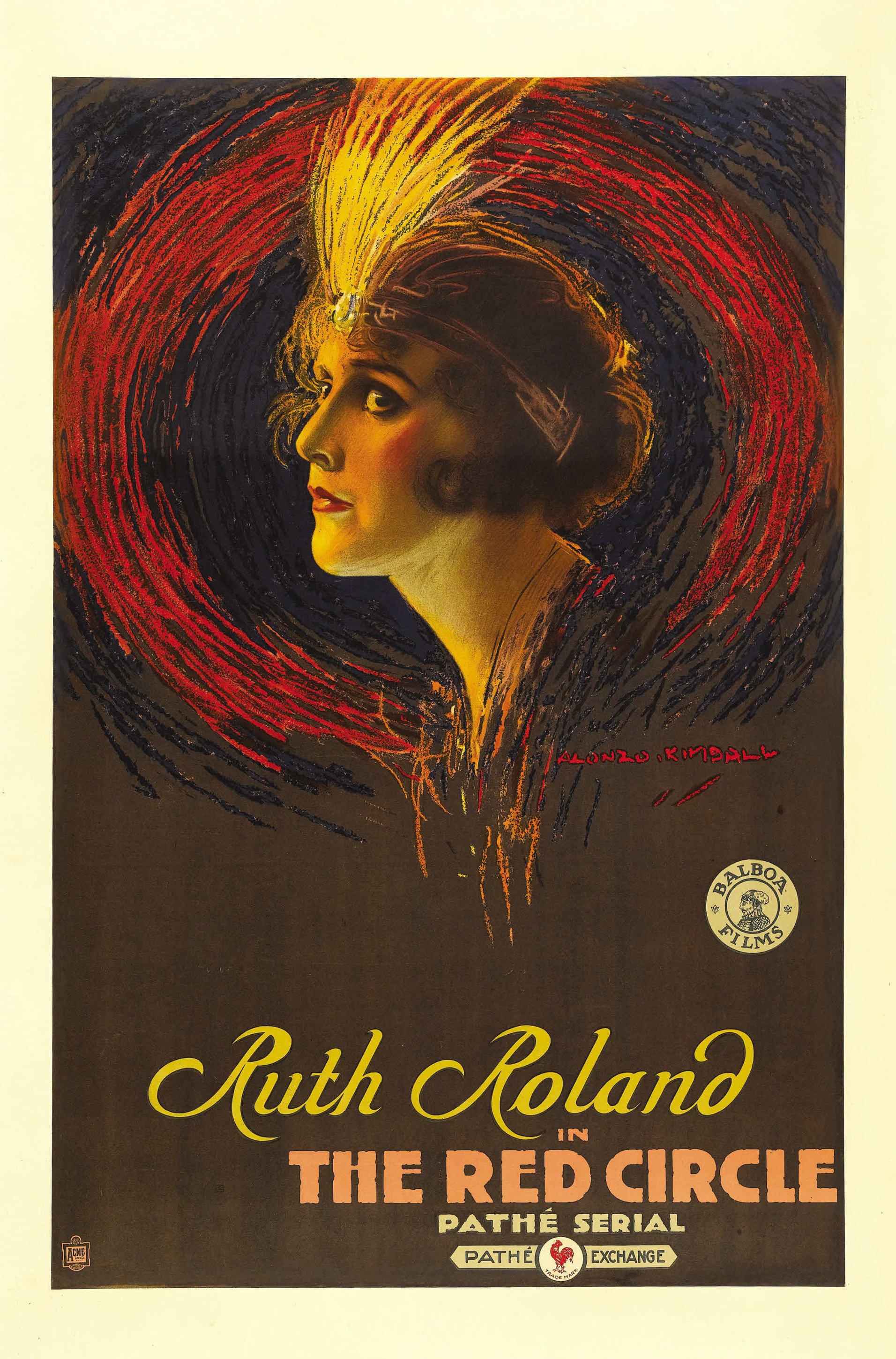
Le Cercle rouge (1915)
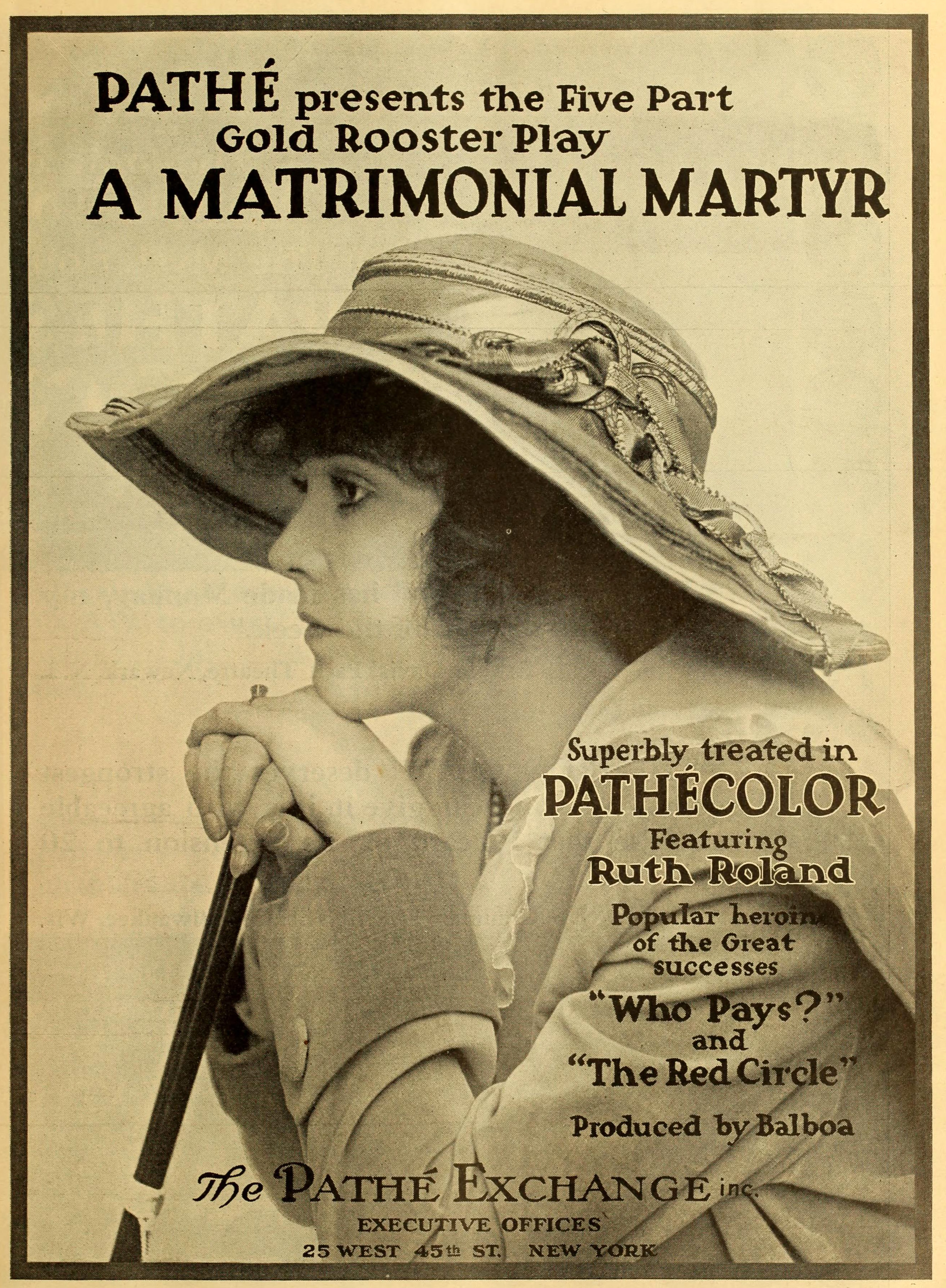
A Matrimonial Martyr (1916)
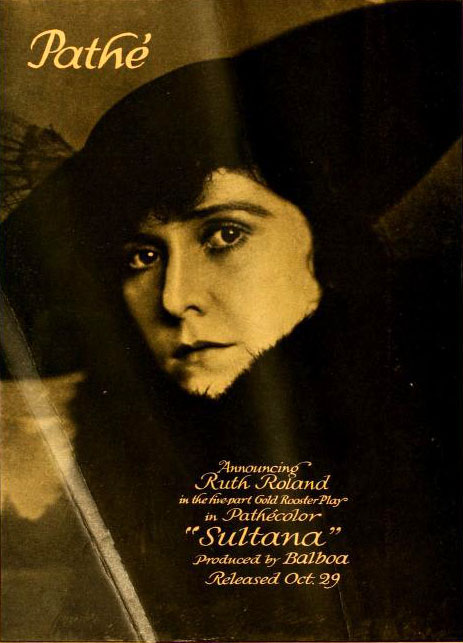
The Sultana (1916)
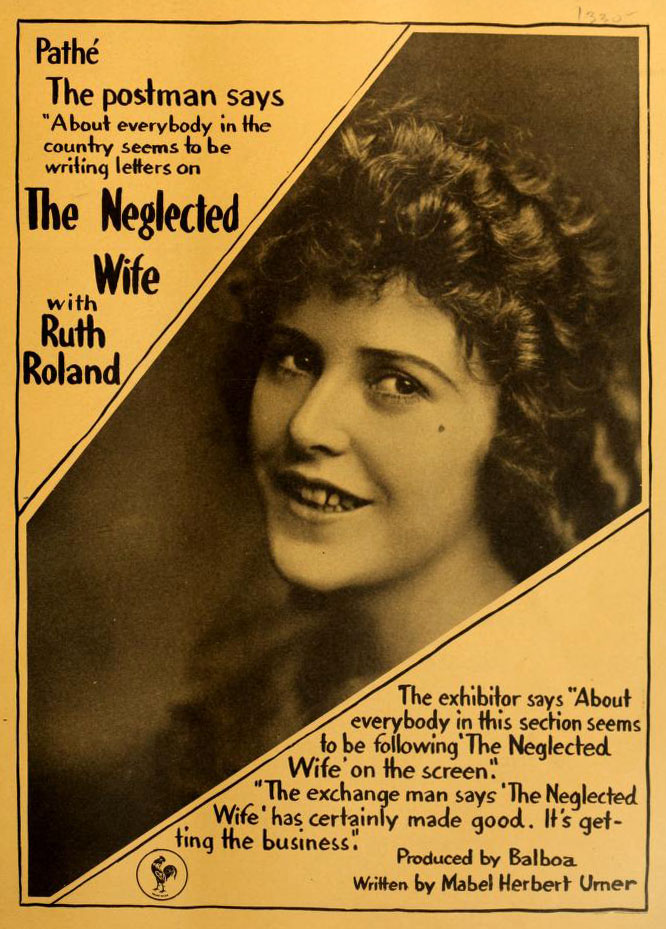
The Neglected Wife (1917)
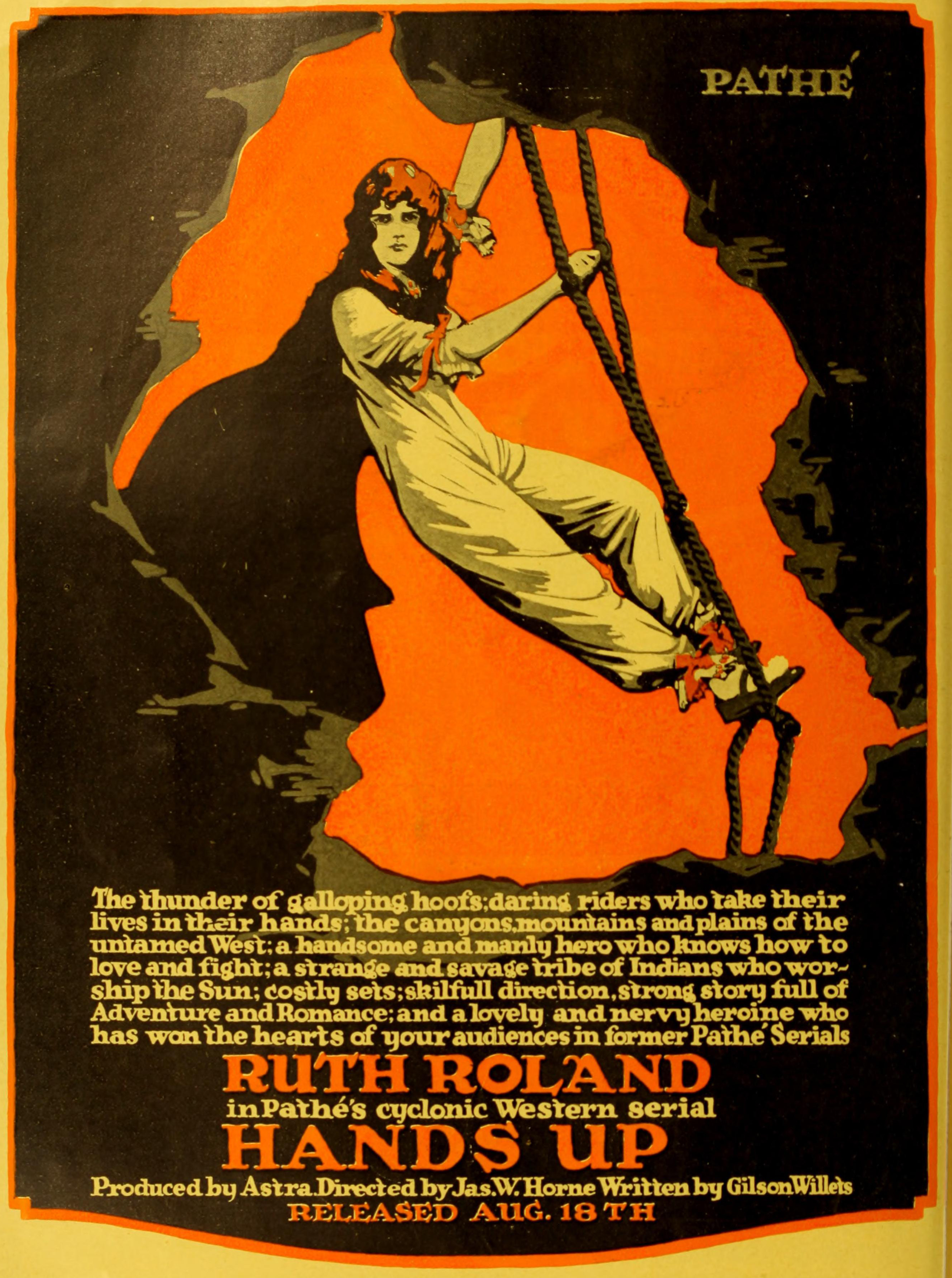
Hands Up (1918)
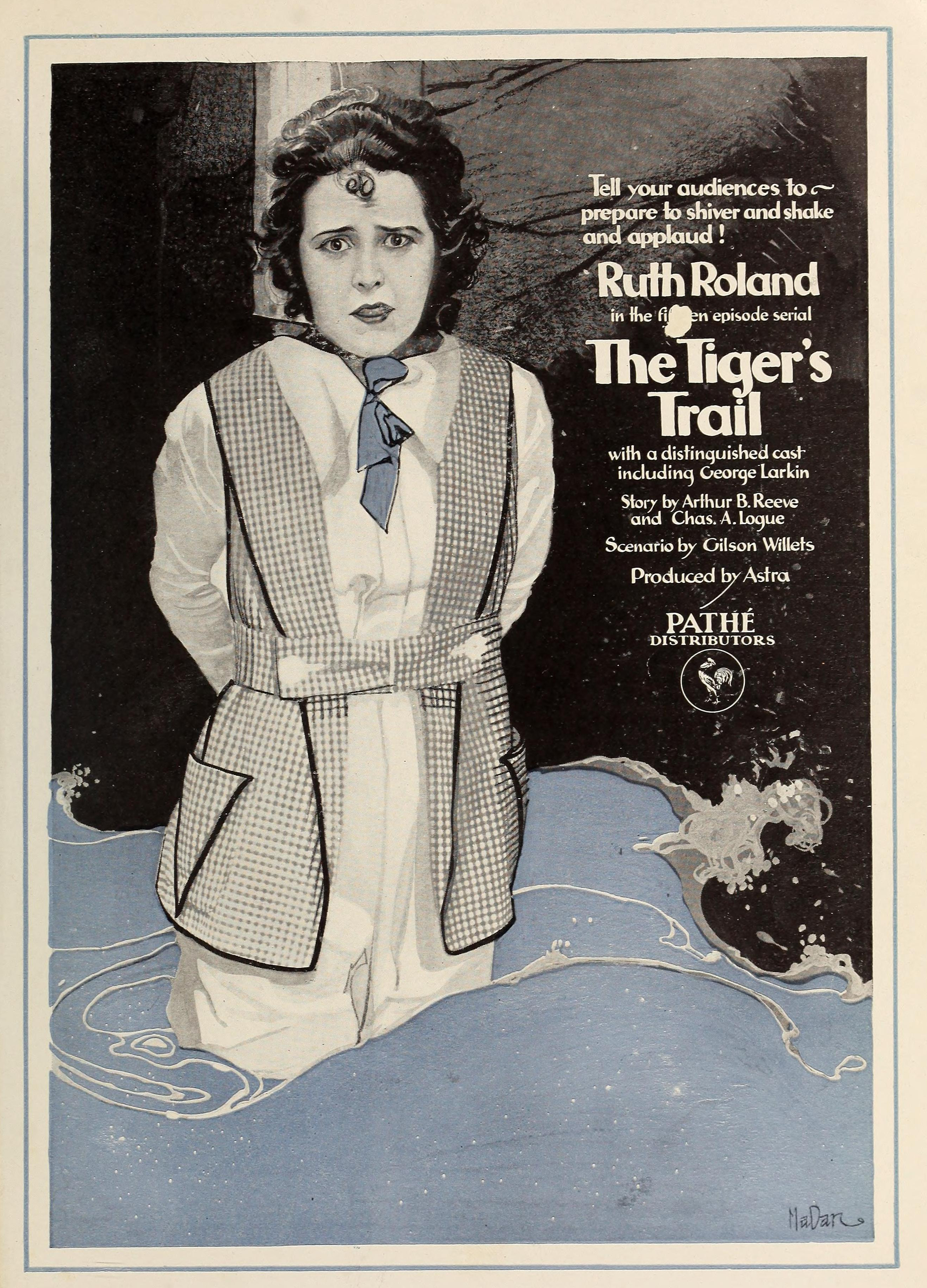
The Tiger's Trail (1919)
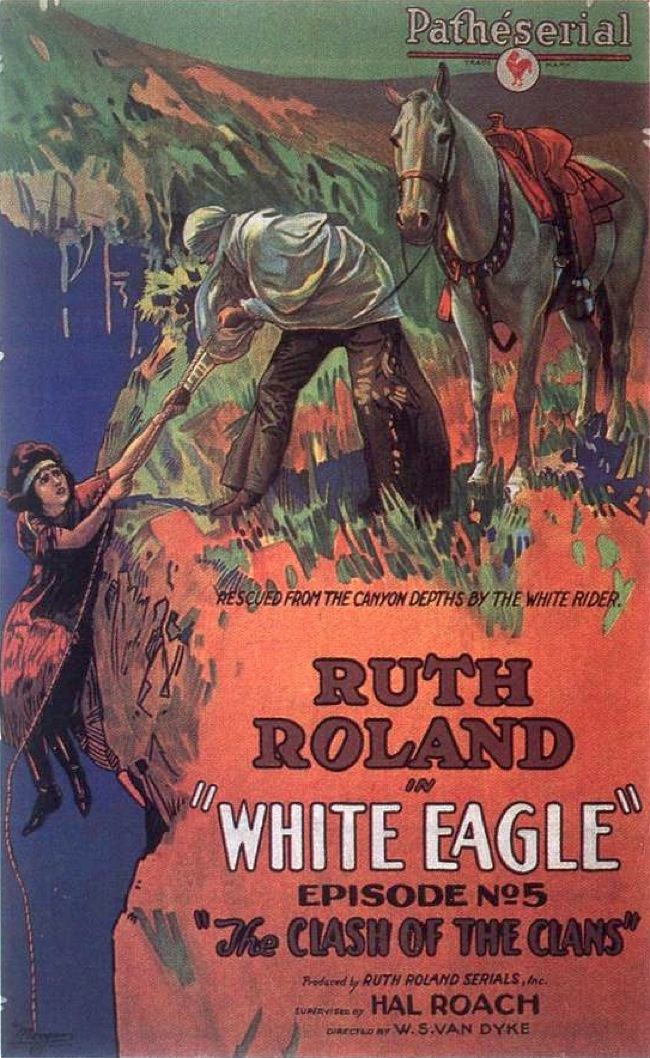
White Eagle (1922)
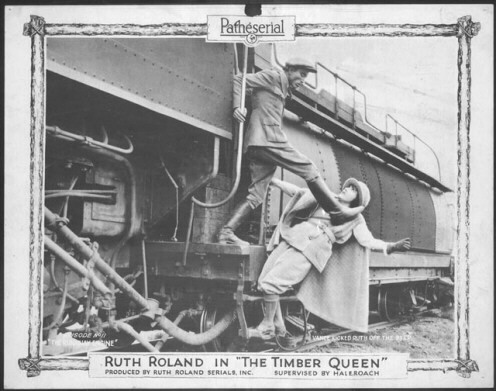
The Timber Queen (1922)